# جان منرز، مارکز گرانبی
جان منرز، مارکز گرانبی (انگلیسی: John Manners, Marquess of Granby; ۲ january ۱۷۲۱ – ۱۸ اکتبر ۱۷۷۰ (۴۹ ساله)) فرد نظامی اهل پادشاهی بریتانیای کبیر بود.